# Amphichthys
Amphichthys is een geslacht van straalvinnige vissen uit de familie van kikvorsvissen (Batrachoididae).

## Soorten
- Amphichthys cryptocentrus (Valenciennes, 1837)
- Amphichthys rubigenis Swainson, 1839